# Henry de Bohun, I conte di Hereford
Henry de Bohun, I conte di Hereford (1175 circa – Egitto, 1º giugno 1220), è stato un nobile e cavaliere medievale inglese.
Fu uno dei principali baroni oppositori di Giovanni d'Inghilterra e fautori della Magna Carta. Partecipò in seguito alla quinta crociata, durante la quale morì.

## Biografia
Era figlio del cavaliere Humphrey III de Bohun e di Margherita di Huntingdon, principessa scozzese del casato dei Dunkeld. La famiglia Bohun era al tempo tra le più ricche d'Inghilterra, e alla morte del padre nel 1180 ereditò il vasto patrimonio familiare.
Dato che la maggior parte delle terre dei Bohun si concentrava sul confine col Galles e attorno alla città di Hereford, nel 1199 re Giovanni d'Inghilterra insignì Henry de Bohun del titolo di conte di Hereford, già appartenuto al suo bisnonno Miles de Gloucester, I conte di Hereford. Nonostante ciò, divenne presto uno dei maggiori oppositori del re e fu tra i baroni che si ribellarono e che nel 1215 obbligarono Giovanni a ratificare la Magna Carta, concedendo così ampio potere ai grandi feudatari.
Dopo la morte di Giovanni non giurò fedeltà al successore Enrico III d'Inghilterra e, anzi, sostenne il principe Luigi di Francia nella sua invasione dell'Inghilterra. Venne tuttavia catturato alla battaglia di Lincoln nel 1217, ma evitò una lunga permanenza in prigione dichiarandosi crociato e partendo per la Terrasanta al fine di combattere nella quinta crociata allora in corso. Morì in Egitto nel 1220, durante lo stallo della quinta crociata prima della sconfitta finale dei cristiani.

## Discendenza
Si sposò con Maud de Mandeville, figlia di Geoffrey FitzPeter, I conte di Essex, e da lei ebbe tre figli:
- Humphrey, conte di Hereford e conte di Essex, uno dei più importanti feudatari inglesi;
- Henry;
- Ralph.